# Marathon van Parijs 2008

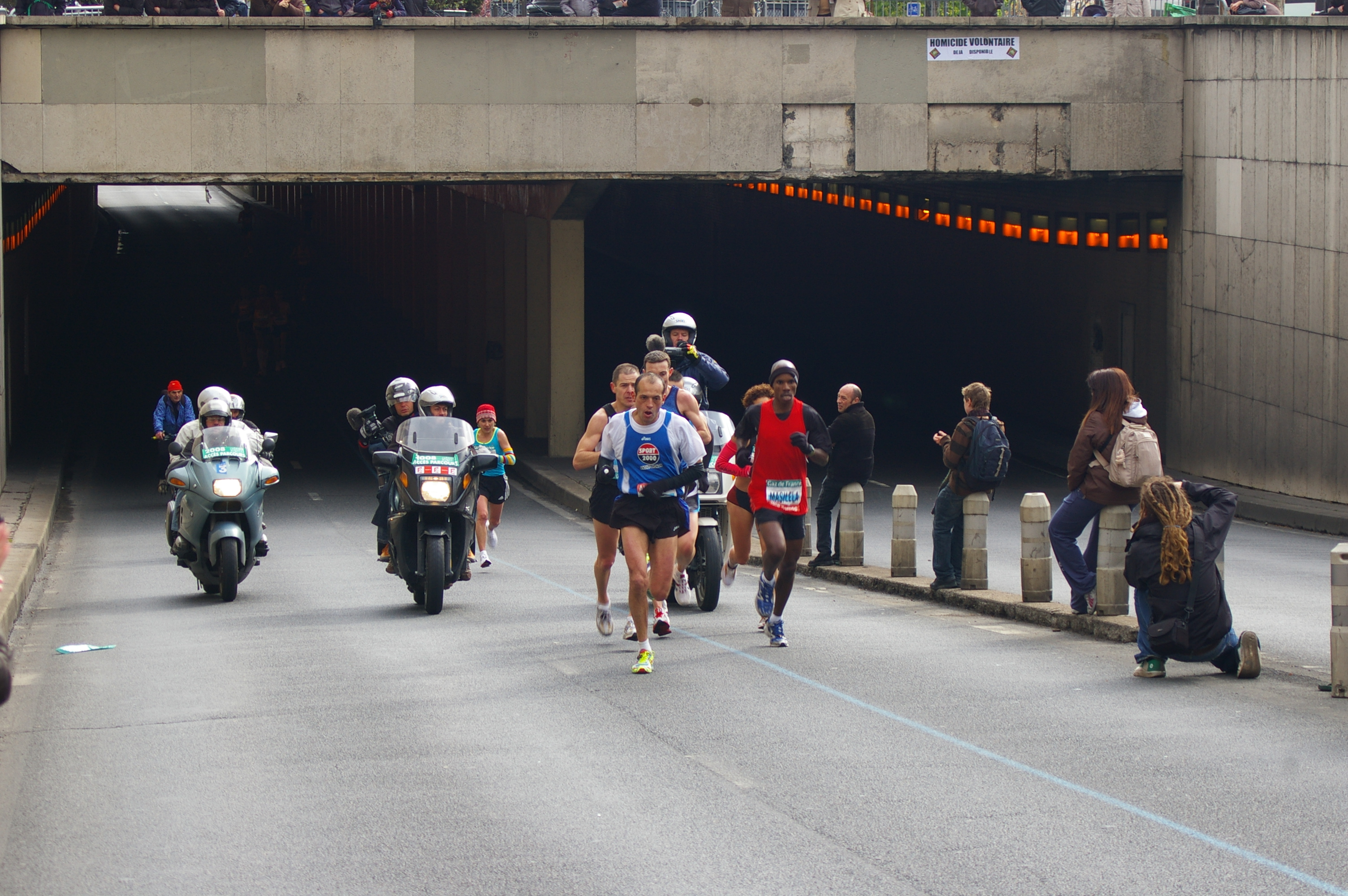
Tijdens de wedstrijd

De marathon van Parijs 2008 werd gelopen op zondag 6 april 2008. Het was de 33e editie van deze marathon. 
De Ethiopiër Tsegay Kebede kwam bij de mannen als eerste over de streep in 2:06.40. De Keniaanse Martha Komu won bij de vrouwen in 2:25.33.

## Uitslagen

### Mannen
| rang   | naam                 | land | tijd    |
| ------ | -------------------- | ---- | ------- |
| Goud   | Tsegay Kebede        | ETH  | 2:06.40 |
| Zilver | Moses Kimeli         | KEN  | 2:06.50 |
| Brons  | Hosea Rotich         | KEN  | 2:07.24 |
| 4      | Gudisa Shentema      | ETH  | 2:07.34 |
| 5      | David Kemboi         | KEN  | 2:08.34 |
| 6      | Abraham Chelanga     | KEN  | 2:08.56 |
| 7      | Samson Barmao        | KEN  | 2:09.01 |
| 8      | Paul Malakwen Kosgei | KEN  | 2:09.15 |
| 9      | Benson Barus         | KEN  | 2:09.23 |
| 10     | David Kemboi         | KEN  | 2:09.23 |
| 11     | Simon Munyutu        | FRA  | 2:09.24 |
| 12     | Philip Manyim        | KEN  | 2:09.56 |
| 13     | James Rotich         | KEN  | 2:10.23 |
| 14     | John Kibowen         | KEN  | 2:11.04 |
| 15     | Oleksandr Koezin     | UKR  | 2:11.09 |
| 16     | Toshinari Takaoka    | JPN  | 2:11.21 |
| 17     | Oleg Bolhokovets     | RUS  | 2:11.59 |
| 18     | Franck de Almeida    | BRA  | 2:12.32 |
| 19     | Migidio Bourifa      | ITA  | 2:12.52 |
| 20     | Jacob Yator          | KEN  | 2:12.53 |
| 21     | James Theuri         | FRA  | 2:13.16 |
| 22     | Philip Serem         | KEN  | 2:13.56 |
| 23     | Tesfaye Tola         | ETH  | 2:15.51 |
| 24     | Said Regragui        | SWE  | 2:16.49 |
| 25     | Aleksei Rybalchenko  | RUS  | 2:18.12 |

### Vrouwen
| rang   | naam                | land | tijd    |
| ------ | ------------------- | ---- | ------- |
| Goud   | Martha Komu         | KEN  | 2:25.33 |
| Zilver | Workenesh Tola      | ETH  | 2:25.37 |
| Brons  | Linah Cheruiyot     | KEN  | 2:26.00 |
| 4      | Shitaye Gemechu     | ETH  | 2:26.10 |
| 5      | Alice Timbilil      | KEN  | 2:26.45 |
| 6      | Tatyana Filoniuk    | UKR  | 2:28.40 |
| 7      | Alimaz Megersa      | ETH  | 2:29.53 |
| 8      | Mindaye Gishu       | ETH  | 2:30.20 |
| 9      | Gulnara Vygovskaya  | RUS  | 2:30.33 |
| 10     | Olga Glok           | RUS  | 2:30.40 |
| 11     | Yamna Oubouhou      | FRA  | 2:31.56 |
| 12     | Marcella Mancini    | ITA  | 2:35.47 |
| 13     | Aline Camboulives   | FRA  | 2:37.19 |
| 14     | Leopoldina Silveira | FRA  | 2:39.19 |
| 15     | Anna von Schenck    | NED  | 2:42.12 |

1976 ·
1977 ·
1978 ·
1979 ·
1980 ·
1981 ·
1982 ·
1983 ·
1984 ·
1985 ·
1986 ·
1987 ·
1988 ·
1989 ·
1990 ·
1991 ·
1992 ·
1993 ·
1994 ·
1995 ·
1996 ·
1997 ·
1998 ·
1999 ·
2000 ·
2001 ·
2002 ·
2003 ·
2004 ·
2005 ·
2006 ·
2007 ·
2008 ·
2009 ·
2010 ·
2011 · 
2012 · 
2013 ·
2014 ·
2015 ·
2016 ·
2017